# OBSニュースライン
『OBSニュースライン』（オービーエスニュースライン）は、大分放送（OBSテレビ）でかつて放送されていたニュース番組である。OBSテレビのローカルニュース全体が同じ名称となっていたため、ここでは2009年3月29日まで放送された全てのローカルニュースについて扱う。

## 放送時間

### 平日
- 10:15頃（『おはようナイスキャッチ』に内包）
- 11:50.45 - 11:55.15（『ピンポン!』に内包）
- 15:53 - 15:56
- 18:16 - 18:55（平日夕方のローカルニュース、詳細は後述）
- 21:54 - 22:00（金曜のみ）
- 23:50 - 23:55（月曜 - 木曜）

### 土曜
- 11:55頃（『JNNニュース』に内包）
- 18:50 - 18:57
- 21:54 - 22:00

### 日曜
- 11:35頃（『JNNニュース』に内包）
- 17:50 - 18:00
- 21:54 - 22:00

何らかの番組に内包される場合には「ニュースライン」のタイトルは付与されない。

## 平日夕方のローカルニュースについて

### 概要
『ニュースワイド Todayおおいた』の後番組として1989年10月2日にスタート。開始当初は18:00 - 18:30までの放送だったが、『JNNニュースの森』開始以降は18:30からの放送になる。その後スタート時間を徐々に繰り上げ、2007年10月1日からは18:16 - 18:55の放送となった（実質18:54:40放送終了）。
2006年11月27日よりHDとなり、同年12月1日より、番組開始以来初めて番組のタイトルロゴが全面的に一新された（二代目）。
2007年10月1日から、県内の民放で唯一続けていた前番組からのステーションブレイクを廃止し、放送開始を1分早めた。また、オープニングがマイナーチェンジされ、スタジオのセットも若干リニューアルされた一方、開始直後のヘッドラインは廃止された。2008年9月22日からオープニングの直後にトップニュースに入るようになり、挨拶と日付・名前のテロップ出しはその後となった。さらに9月29日からは番組終了が1分30秒遅くなり、ゴールデンの番組にステーションブレイク無しで接続するようになった。
2008年3月31日、OBS新社屋の本格稼働に合わせ、2007年12月3日に使用開始したOBSの新ロゴマークを用いた新タイトルロゴ（三代目）を使用開始、同時オープニングも一新された。そして2008年9月29日からエンディングが一新され、ブルーバックによる提供クレジットは廃止された。
2009年3月30日から『総力報道!THE NEWS』の開始に伴い、平日夕方のローカルワイドニュースは『総力報道!OBS THE NEWS』に、また、同時間帯以外のニュースについては『OBSニュース』にタイトルが変更された。これにより、ニュースラインは19年半の歴史に幕を閉じた。

### 主なコーナー
- 月曜 - 金曜：「watch」
- 月曜 - 金曜：「映像ミュージアム」
- 月曜：「トリニータ情報」
- 火曜：「ビデオ便り」
- 金曜：「週末NAVi」

全国ニュースがJNNイブニング・ニュースとなってからしばらくの間、18:40頃にTBSニュースバードのスポーツ情報を時差ネットしていた時期があったが、その後しばらくは放送が無かった。しかし、2008年9月29日から『イブニング・ファイブ』のスポーツニュース（18:46頃）を同時ネットするようになった。

### 歴代メインキャスター
- 井口尚子（OBSアナウンサー）
- 宮地寛哉（月曜 - 水曜担当、OBS報道部）
- 三重野勝己（木曜・金曜担当、OBSアナウンサー）
- 岩本一雄
- 浮木智子
- 松本佳子
- 有田香織
- 中野公児
- 松井督治
- 工藤洋史
- 海原みどり
- 工藤由美
- 斉藤志乃
- 伊東真理

### お天気コーナー
18:36前後。2006年3月31日まではニュースライン終了後、2008年9月26日までは18:43頃の放送だった。提供は月曜・水曜・金曜がヤンマー（『ヤン坊マー坊天気予報』として放送）、火曜・木曜は八鹿酒造。
- 小野裕子（月曜 - 水曜担当、OBSアナウンサー）
- 後藤なぎさ（木曜・金曜担当、OBSアナウンサー）
- 米浜由圭（2006年から1年間担当）